# Chu Mu
Chu Mu, (朱牧, aussi transcrit Zhu Mu) né le 28 mars 1938 et mort le 29 novembre 2007 est un acteur, réalisateur et producteur hongkongais ayant joué dans plus d'une centaine de films.
Il est connu d'une partie du public occidental pour avoir été l'un des premiers employeurs de Jackie Chan, un acteur ayant eu par la suite du succès au cours des années 80-90.

## Filmographie partielle

### Acteur
- 1962 : Espionnage à Hong Kong
- 1962 : La Concubine magnifique : un officier
- 1963 : The Love Eterne : un bûcheron
- 1964 : The Story of Sue San : Su Lao-pa
- 1964 : Lady General Hua Mu-lan : Hua Ming
- 1970 : Du sang chez les taoïstes
- 1972 : Delightful Forest : Jiang Zhong
- 1972 : Le Nouveau Justicier de Shanghai : Chang Gen Bao
- 1976 : Mr Boo détective privé : M. Chu
- 1992 : Mary from Beijing : le père de Pétèr

### Réalisateur
- 1967 : Feng yang hua gu (zh) (鳳陽花鼓)
- 1971 : Yun gu (雲姑)
- 1972 : J'irai verser du nuoc-mam sur tes tripes (無敵鐵沙掌, Wu di tie sha zhang)
- 1973 : Les coolies en ont ras le bol (頂天立地, Ding tian li di)
- 1973 : La Rage du vainqueur (刁手怪招, Diao shou guai zhao)
- 1973 : Le Jeune Tigre (女警察, Nu jing cha)
- 1974 : Zhi zun bao (至尊寶)
- 1974 : All in the Family (en) (花飛滿城春, Hua Fei Man Cheng Chun)
- 1975 : No End of Surprises (拍案驚奇, Pai an jing qi)
- 1976 : A Mao zheng chuan (阿茂正傳)
- 1977 : Gui ma gu ye zi (鬼馬姑爺仔)
- 1978 : Ha luo chuang shang ye gui ren (哈囉床上夜歸人)
- 1979 : Long ying hu bu qian li zhui (龍形虎步千里追)
- 1981 : Di san zhi shou (第三隻手)